# Amadea Paleolog
Amadea Paleolog (ur. 1418, zm. 13 września 1440 w Nikozji) – królowa Cypru, żona Jana II Cypryjskiego (1432–1458). 

## Życiorys
Była córką Jana Jakuba Paleologa, markiza Montferratu i Joanny Sabaudzkiej (1395–1460), córki Amadeusza VII, hrabiego Sabaudii. Między rokiem 1435 i 1440 poślubiła Jana II Cypryjskiego, króla Cypru w latach 1432–1458. Zmarła bezdzietnie 13 września 1440 roku. 